# 親中華民國派
親中華民國（英語：Pro-Republic of China）指在政治、經濟、社會、文化各層面上對中華民國抱持親近感的人士或團體，大部分親中華民國人士認同三民主義，對應詞為反中華民國。

中華民國國旗

親中華民國的人士、團體被稱為「民國派」。

## 概述
一般來說，「親中華民國」指的是身處中華民國政府統治地區以外，與中華民國意識形態相近的人士或團體。

### 香港
1949年，國民黨內戰失利，許多中國大陸親中國國民黨人士逃往英屬香港，因此香港親中華民國團體林立，有親國民黨的民間團體、工會，例如港九工團聯合總會，也有親近國民黨的幫會，例如三合會。每年雙十節，香港隨處可見中華民國國旗飄揚，位于香港新界東南的調景嶺亦有「小台灣」之稱。
1997年香港主權移交，香港親中華民國勢力日漸式微，三合會等幫會社團與國民黨切割關係，轉而與中國共產黨及鄉事派結盟，只剩港九工團聯合總會等傳統親中華民國團體繼續苦撐。原來香港的反共支持者轉而以關注香港本土事務為主、但具大中華主義色彩的民主派。
2008年馬英九執政後，海峽兩岸關係逐漸好轉，香港親中華民國團體被打壓的情況逐漸減少，香港親中華民國團體得以在香港這片屬於中華人民共和國的特別行政區上繼續活動。

### 澳門
一二·三事件發生前，中國國民黨和中國共產黨兩黨一直在澳門民間保持活動，透過組建和支持不同社團以掌握話語權。發生一二·三事件之後，澳門總督嘉樂庇在1967年1月草簽「澳門政府對澳門各界同胞代表所提抗議的答覆」以及「澳門政府接納和執行廣東省外事處處長提出的四項要求的文件」。禁止在澳門進行「與中華人民共和國敵對的活動，禁止懸掛被視為敵對中華人民共和國的外國旗幟、徽章、標誌等」。中華民國政府和中國國民黨在澳門設置或支持的機構和團體如「澳門工團總會」、「澳門自由教師聯合會」和「流亡澳門難胞總會」被查封，青天白日旗被禁止懸掛，中國國民黨在澳勢力被全面清除，國父紀念館成為澳門唯一可以公開展示青天白日滿地紅旗的地方。

### 中國大陸
毛澤東在1940年《新民主主義論》中稱：「新時期革命的三民主義，就是聯俄、聯共、扶助農工三大政策的三民主義。」中國共產黨將其視為新三民主義，以示繼承孫中山理念。但中國國民黨認為三大政策、新三民主義並非出自孫中山之手，這些都只是蘇聯、中國共產黨片面的自我詮釋，不符史實。
1949年中華民國政府播遷來臺，加上1950年代中國共產黨發動鎮壓反革命運動，打擊中國國民黨的殘餘勢力及留在中國大陸的中華民國國軍，使中國國民黨在中國大陸幾乎銷聲匿跡。自1972年中華人民共和國取得聯合國席位後，亦在國際上壓縮中華民國的活動空間，通過一個中國政策，阻止外國政府對中華民國的外交承認，轉而與中華人民共和國建立外交關係。
隨著兩岸關係和緩，以及網際網路普及，中國大陸民眾與國民黨等泛藍團體的接觸機會日益增加，使大陸民眾對於在大陸銷聲匿跡已久的中華民國及三民主義，有了重新的認識。部分大陸民眾認同三民主義，表示對中華民國政治制度的嚮往。這些民眾被稱作「民國派」或「國粉」。有些大陸民眾甚至成立親中華民國團體，宣揚藍統、三民主義與民主自由。

## 相關團體
- 中国大陆
  - 大中華民國光復會 （页面存档备份，存于）
  - 民主中國陣線（流亡海外）
  - 中國民主黨（流亡海外）
    - 中國民主黨全國聯合總部 （页面存档备份，存于）
    - 中国民主党美国总部 （页面存档备份，存于）
    - 中国民主党全国委员会

  - 中華保台反共復國黨
- 香港
  -  港九工團聯合總會
  -  神州青年服務社
  - 蔣公中正崇德協會
  - 自由總會
  - 新界南海同鄉會
  - 香港崇正總會
  - 中國文化協會
  - 港九中山文教研究總會
  - 香港中山學會 （页面存档备份，存于）
  - 我係民國派 （Facebook、Telegram）
  - 民國香港連綫 （页面存档备份，存于） （Telegram）
  - 屠共軍團—KMT. HK Team （页面存档备份，存于）（Telegram）

- 美国
  - 共和黨
  - 五洲洪門致公總堂 （页面存档备份，存于）[3]
  - 駐美中華總會館
    - 肇慶總會館 （页面存档备份，存于）[4]

  - 洛杉磯中華會館 （页面存档备份，存于）
  - 紐約中華公所[5]
  - 芝城中華會館
  - 沙加緬度中華會館
  - 海外三民主義統一中國大同盟
  - 海外中山學會

- 加拿大
  - 加拿大多元文化中心
    - 加拿大總支部青年會

- - 韓國華僑協會聯合總會
    - 漢城華僑協會
    - 仁川華僑協會
    - 永登浦華僑協會

- 巴拉圭
  - 東方市中華會館

- 梵蒂冈
  - 羅馬教廷

## 歷史上的民國派團體
- 法屬印度支那
  -  越南國民黨
  -  越南光復會
  -  越南復國同盟會
  -  越南革命同盟會[6][7][8][9][10]

- 大日本帝国
  -  皇道派

- 日據朝鮮
  -  大韓民國臨時政府（大韓民國政府前身）

- 日治臺灣
  -  臺灣民眾黨 (1927年)
  - 臺灣革命同盟會[11]
    - 台灣獨立革命黨
    - 台灣民族革命總同盟
    - 台灣青年革命黨
    - 台灣國民革命黨
    - 台灣革命黨

- 葡屬澳門
  - 澳門工團總會
  - 澳門自由教師聯合會
  - 流亡澳門難胞總會

- 英屬香港
  - 三合會
    - 14K
    - 新義安[1]

- 香港
  -  民主陣線
  -  一二三民主聯盟

- 中国大陆
  - 中國泛藍聯盟

## 著名人士
- 印度支那
  - 潘佩珠
  - 武鴻卿

- 日治臺灣
  - 蔣渭水
  - 翁俊明
  - 林祖密
  - 李友邦
  - 劉啟光

- 納粹德國
  - 亞歷山大·馮·法肯豪森

- 中国大陆
  - 流沙河
  - 劉連昆
  - 王炳章
  - 辛灝年
  - 封從德
  - 魯德成[12]
  - 文炎
  - 張子霖
  - 吳建民
  - 陳政民
  - 李一平
  - 王吉賢
  - 趙炳賢

- 印度/ 西藏流亡政府
  - 第十四世達賴喇嘛
  - 嘉乐顿珠

- 马来西亚
  - 黃明志

- 香港
  - 鄭義[13][14]
  - 麥業成
  - 張立強
  - 黃毓民
  - 石景澄
  - 溫子衆
  - 鄭文傑
  - 賴文輝
  - 黎智英[15]
  - 陶傑[16]

- 美国
  - 邁克·蓬佩奧
  - 克里斯·史密斯

- - 金九
  - 金弘壹
  - 李承晚
  - 朴正熙
  - 全斗煥

- 俄羅斯
  - 奥列格·伊万诺维奇·洛博夫
  - 谢尔盖·亚历山德罗维奇·菲拉托夫

- 越南共和国
  - 吳廷琰
  - 阮慶
  - 潘克丑
  - 阮文紹
  - 陳文香
  - 楊文明

## 現存媒體
- 美国
  - 黃花岡光復網 （页面存档备份，存于）（獨立團體）
  - 黃花岡觀察Blog（页面存档备份，存于）（獨立團體）
  - 梅花電視 （页面存档备份，存于）（獨立團體）
  - 紐約通訊 （页面存档备份，存于）（獨立團體）
  - 新共和通訊 （页面存档备份，存于）（臺灣地區親國民黨社團）
  - 新唐人電視臺（與法輪功有關）
  - 大紀元時報（與法輪功有關）

### 歷史媒體
- 英屬香港
  - 工商日報（現已停刊）
  - 華僑日報（現已停刊）
  - 東方日報（現已轉為親共）
  - 星島日報（現已轉為親共）
- 美国
  - 北美世界日報[17]（隸屬聯合報系）

## 相关衝突
- 葡屬澳門
  - 一二·三事件

- 英屬香港
  - 六七暴動
  - 雙十事件

- 美国
  - 舊金山中華總會館撤旗案[4][18]

## 外部連結
- . 東方日報 (香港). 2017-03-03  [2017-03-03]. （原始内容存档于2019-05-03）.